# Tabanus kwiluensis
Tabanus kwiluensis är en tvåvingeart som beskrevs av H. Oldroyd 1954. Tabanus kwiluensis ingår i släktet Tabanus och familjen bromsar.
Artens utbredningsområde är Angola. Inga underarter finns listade i Catalogue of Life.